# اف‌آی‌سی
اف‌آی‌سی (انگلیسی: First International Computer) شرکت رایانه‌ای تایوانی است، که در سال ۱۹۸۰ تأسیس شد.